# Porcsalma
Porcsalma là một làng thuộc hạt Szabolcs-Szatmár-Bereg, Hungary. Làng này có diện tích 31,1 km², dân số năm 2010 là 2581 người, mật độ 83 người/km².